# One Love (singel The Prodigy)
One Love – tytuł utworu i siódmego singla brytyjskiej formacji The Prodigy. Singel został wydany 4 października 1993 r., prawie rok przed albumem Music for the Jilted Generation i dotarł do 8. miejsca na liście najlepiej sprzedających się singlii w Wielkiej Brytanii. Utwór ze strony B „Rhythm Of Life” uznawany jest za jeden z najlepszych utworów The Prodigy, które nie pojawiły się na żadnym albumie zespołu.

## Lista utworów

### 12" vinyl (XLT 47)
1. „One Love” (Original Mix) (5:50)
2. „Rhythm of Life” (Original Mix) (5:05)
3. „Full Throttle” (Original Mix) (5:28)
4. „One Love” (Jonny L Remix) (5:10)

### CD singel (XLS 47 CD)
1. „One Love” (Edit) (3:53)
2. „Rhythm of Life” (Original Mix) (5:05)
3. „Full Throttle” (Original Mix) (5:28)
4. „One Love” (Jonny L Remix) (5:10)